# Sumberwono
Sumberwono is een bestuurslaag in het regentschap Mojokerto van de provincie Oost-Java, Indonesië. Sumberwono telt 2324 inwoners (volkstelling 2010).